# Kevin Poulsen

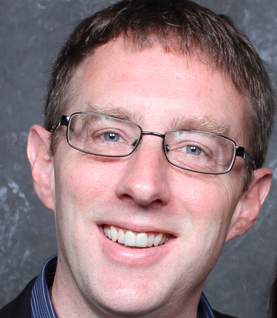
Kevin Poulsen em março de 2014

Kevin Lee Poulsen (nascido em 30 de novembro de 1965) é um ex-hacker e é editor colaborador do The Daily Beast .

## Biografia
Poulsen nasceu em Pasadena, Califórnia, em 30 de novembro de 1965.

### Hacker
No dia 1 de junho de 1990, Poulsen ganhou controlo de todas as linhas telefónicas da estação de rádio KIIS-FM de Los Angeles, garantindo que seria ela a fazer a 102.ª chamada, de forma a ganhar o prémio do concurso, que era um Porsche 944 S2.
Quando o Federal Bureau of Investigation (FBI) começou a investigá-lo, Poulsen passou à clandestinidade, como fugitivo. Quando uma empresa de armazenamento esvaziou um espaço arrendado em nome de Poulsen, por falta de pagamento, descobriu computadores, que foram entregues ao FBI como prova. Quando Poulsen tema do programa Unsolved Mysteries na NBC, as linhas de telefone 1-800 do programa misteriosamente avariaram. Poulsen foi preso em abril de 1991 após uma investigação conduzida em parte por John McClurg .  
Em junho de 1994, Poulsen declarou-se culpado de sete acusações de conspiração, fraude e escuta telefónica. Foi condenado a cinco anos de prisão numa penitenciária federal, bem como proibido de utilizar computadores ou internet durante três anos após a sua libertação.

### Jornalista
Poulsen reinventou-se como jornalista depois de sair da prisão e procurou distanciar-se do seu passado criminoso. Desempenhou várias funções como jornalista na SecurityFocus, uma empresa de investigação sobre segurança com sede na Califórnia, onde começou a escrever artigos sobre segurança e hackers no início de 2000. Apesar de ter chegado tarde a um mercado de média saturado com informações sobre tecnologia, a SecurityFocus News tornou-se um nome conhecido no mundo das publicações sobre tecnologia durante o período em que Poulsen esteve na empresa. A SecurityFocus News foi, depois, comprada pela Symantec. Os seus trabalhos de investigação originais foram frequentemente citados pela imprensa tradicional. Poulsen deixou a SecurityFocus em 2005 para trabalhar como freelancer em projetos editoriais independentes. Em junho de 2005, tornou-se editor senior da Wired News, que hospedava o seu blog, 27BStroke6, que depois passou a chamar-se Threat Level.
Em outubro de 2006, Poulsen divulgou informações sobre criminosos sexuais registados que utilizavam o MySpace para solicitar sexo a crianças. O seu trabalho identificou 744 indivíduos com perfis no MySpace e levou à prisão de um deles, Andrew Lubrano.
Em junho de 2010, Poulsen revelou a história inicial da prisão de Chelsea Manning, então ao serviço do exército americano, e publicou os registos das conversas de Manning com Adrian Lamo sobre o WikiLeaks.
Em junho de 2019, Poulsen foi acusado de revelar documentos privados (doxing) de Shawn Brooks, um apoiante de Donald Trump, de 34 anos, que morava no Bronx. Poulsen revelou a identidade de Brooks num artigo publicado no The Daily Beast em 1 de junho de 2019, porque este teria criado e divulgado um vídeo falso que mostrava Nancy Pelosi falando como se estivesse embriagada.  

### SecureDrop
Poulsen, Aaron Swartz e James Dolan conceberam e desenvolveram o SecureDrop, uma plataforma de software de código aberto para comunicação segura entre jornalistas e as suas fontes. Chamava-se inicialmente DeadDrop. Após a morte de Swartz, Poulsen lançou a primeira versão da plataforma no The New Yorker, em 15 de maio de 2013. Posteriormente, Poulsen transferiu o desenvolvimento do SecureDrop para a Freedom of the Press Foundation e juntou-se ao conselho consultivo técnico da fundação.

## Vida pessoal
Kevin Poulsen mora em São Francisco com a sua mulher e dois filhos.

## Prêmios
- 2011 - Prémio Webby (International Academy of Digital Arts and Sciences), categoria Lei, pela seu blogue Threat Level [24]
- 2011 - Prémio Webby ( International Academy of Digital Arts and Sciences ), prémio People's Voice, categoria Lei, pela seu blogue Threat Level
- 2010 SANS Top Cyber Security Journalists ( SANS Institute ) [25]
- 2010, MIN Best of the Web (Magazine Industry Newsletter), Melhor blogue: Threat Level [26]
- 2009, MIN Digital Hall of Fame (Magazine Industry Newsletter) Inductee [27]
- 2008, Prêmio Knight-Batten para Inovação em Jornalismo (J-Lab) Grande Prémio [28]

## Livros
- Poulsen, Kevin (2011). Kingpin: How One Hacker Took Over the Billion-Dollar Cybercrime Underground. [S.l.]: Crown. ISBN 978-0-307-58868-5